# President's Cup 2011
Il President's Cup 2011 è stato un torneo professionistico di tennis giocato sul cemento. È stata la 5ª edizione del torneo maschile, la 3a del torneo femminile, che fanno parte dell'ATP Challenger Tour nell'ambito dell'ATP Challenger Tour 2011 e dell'ITF Women's Circuit nell'ambito dell'ITF Women's Circuit 2011. Il torneo maschile e quello femminile si sono giocati ad Astana in Kazakistan dal 25 al 31 luglio 2011.

## Partecipanti ATP

### Teste di serie
| Nazionalità | Giocatore          | Ranking* | Testa di serie |
| ----------- | ------------------ | -------- | -------------- |
| Kazakistan  | Andrej Golubev     | 46       | 1              |
| Kazakistan  | Michail Kukuškin   | 67       | 2              |
| Israele     | Dudi Sela          | 79       | 3              |
| Slovacchia  | Karol Beck         | 98       | 4              |
| Slovacchia  | Lukáš Lacko        | 144      | 5              |
| Russia      | Konstantin Kravčuk | 147      | 6              |
| Spagna      | Arnau Brugués-Davi | 213      | 7              |
| Russia      | Denis Matsukevich  | 237      | 8              |

- Rankings al 18 luglio 2011.

### Altri partecipanti
Giocatori che hanno ricevuto una wild card:
- Andrej Golubev
- Vaja Uzakov
- Serizhan Yessenbekov
- Denis Yevseyev

Giocatori passati dalle qualificazioni:
- Danjil Braun
- Sergej Krotjuk
- Dmitriy Makeyev
- Lars Übel

## Partecipanti WTA

### Teste di serie
| Nazionalità | Giocatrice          | Ranking* | Testa di serie |
| ----------- | ------------------- | -------- | -------------- |
| Russia      | Ksenija Pervak      | 55       | 1              |
| Russia      | Evgenija Rodina     | 78       | 2              |
| Paesi Bassi | Arantxa Rus         | 81       | 3              |
| Bielorussia | Nastas'sja Jakimava | 88       | 4              |
| Russia      | Vesna Dolonc        | 91       | 5              |
| Uzbekistan  | Akgul Amanmuradova  | 97       | 6              |
| Ucraina     | Lesja Curenko       | 128      | 7              |
| Giappone    | Junri Namigata      | 135      | 8              |

- Rankings al 18 luglio 2011.

### Altre partecipanti
Giocatrici che hanno ricevuto una wild card:
- Aselya Arginbayeva
- Ekaterina Kljueva
- Julija Putinceva
- Anastasiya Yepisheva

Giocatrici passate dalle qualificazioni:
- Jana Bučina
- Julija Lysa
- Polina Pechova
- Marija Žarkova
- Prerna Bhambri (lucky loser)
- Ekaterina Jašina (lucky loser)

## Campioni

### Singolare maschile
Michail Kukuškin ha battuto in finale  Serhij Bubka con il punteggio di 6–3, 6–4

### Singolare femminile
Vitalija D'jačenko ha battuto in finale  Akgul Amanmuradova con il punteggio di 6–4, 6–1

### Doppio maschile
Konstantin Kravčuk /  Denys Molčanov hanno battuto in finale  Arnau Brugués-Davi /  Malek Jaziri con il punteggio di 7–6(4), 6(1)–7, [10–3]

### Doppio femminile
Vitalija D'jačenko /  Galina Voskoboeva hanno battuto in finale  Akgul Amanmuradova /  Aleksandra Panova con il punteggio di 6–3, 6–4